# Cavall marí nan
El cavall marí nan (Hippocampus zosterae) és una espècie de peix de la família dels singnàtids i de l'ordre dels singnatiformes.

## Descripció
- Els mascles poden assolir els 5 cm de longitud total.
- El color pot variar des del verd fins a gairebé negre.
- Musell llarg en relació amb la mida corporal.
- L'aleta dorsal presenta 11-13 radis tous i una franja submarginal fosca.
- Presenta dimorfisme sexual.
- La seua longevitat és d'un any.[3][4][5][6]

## Reproducció
És ovovivípar i el mascle porta els ous en una bossa, força vascularitzada, que té a sota de la cua.

## Alimentació
És un depredador que es nodreix de copèpodes i d'altres invertebrats.

## Hàbitat
És un peix marí, demersal, no migratori, de clima subtropical, el qual viu fins als 2 m de fondària als herbassars marins (entre d'altres, Zostera) i la vegetació flotant.

## Distribució geogràfica
Es troba a Bermuda, el sud de Florida, les Bahames i el Golf de Mèxic sencer.

## Observacions
És diürn, inofensiu per als humans i, segons el Guinness World Records, el peix viu més lent, ja que la seua velocitat màxima és de 5 m per hora.

## Vida en captivitat
Ha estat criat en captivitat, tot i que perd els seus filaments epidèrmics quan viu a dins d'un aquari.

## Importància econòmica
Són capturats amb destinació a la indústria d'aquaris marins ornamentals. Així, per exemple, més de 80.000 exemplars es van recollir a Florida al llarg de l'any 1992.